# Spanky DeBrest
James "Spanky" DeBrest, ook wel Jimmy "Spanky" DeBrest (Philadelphia, 24 april 1937 – Philadelphia, 2 maart 1973) was een Amerikaanse jazzbassist. Hij speelde bij Art Blakey en J.J. Johnson.
In het begin speelde DeBrest in lokale bands in Philadelphia. Van 1956 tot 1958 werkte hij bij Blakey, waar hij in mei 1957 meespeelde met de legendarische sessie met Thelonious Monk. Van 1958 tot 1960 was hij actief bij Johnson. Ook speelde hij mee op opnames van Ray Draper, Clifford Jordan  en Lee Morgan.
- Bibliothèque nationale de France: cb14007359w (data)
- Gemeinsame Normdatei: 134702492
- International Standard Name Identifier: 0000 0000 5518 4119
- Library of Congress Control Number: n93012809
- MusicBrainz: 3a0b9ef5-e8b3-46a6-a9d9-320926895c52
- Système universitaire de documentation: 244138168
- Virtual International Authority File: 54343834
- WorldCat: E39PBJckQfJ3Kw4kt7YCT48grq